# Our Friend, Martin
Our Friend, Martin is een Amerikaanse animatiefilm. Deze film is geregisseerd door Rob Smiley.

## Rolverdeling
| Acteur             | Personage          |
| ------------------ | ------------------ |
| James Earl Jones   |                    |
| LeVar Burton       | Martin             |
| Whoopi Goldberg    |                    |
| Oprah Winfrey      | Coretta Scott King |
| Richard Kind       |                    |
| John Travolta      | Kyles vader        |
| Angela Bassett     | Miles moeder       |
| Susan Sarandon     |                    |
| Frank Welker       |                    |
| Jess Harnell       |                    |
| Jaleel White       |                    |
| Lucas Black        |                    |
| Ed Asner           |                    |
| Robert Ri'chard    |                    |
| Danny Glover       |                    |
| Ashley Judd        | Mevrouw Dale       |
| Samuel L. Jackson  | Turner             |
| Adam Wylie         |                    |
| Zachary Leigh      |                    |
| Elizabeth Primm    |                    |
| Yolanda King       |                    |
| Joe Lala           |                    |
| Theodore Borders   |                    |
| Jessica Garcia     |                    |
| Jodi Carlisle      |                    |
| Dexter Scott King  |                    |
| Vincenzo Trippetti |                    |